# José Andrés y Manso
José Andrés y Manso (Salamanca, 1896-1936) més conegut com a Pepe Manso, fou un mestre, advocat i diputat, líder indiscutible del socialisme de Salamanca durant la II República. Va ser assassinat pels revoltats al juliol de 1936.

## Biografia
Procedent d'una família humil (el seu pare era sabater), va estudiar amb beques Magisteri i Dret en la Universitat de Salamanca. Des de jove va centrar la seva activitat política en la defensa dels interessos dels treballadors, sobretot els del camp. Des de començaments dels anys 20 va ser professor de castellà i de Gramàtica a l'Escola Normal de Mestres, treball que simultanejava amb l'exercici de l'advocacia en causes politicosocials. A l'arribada de la República, l'abril de 1931, era president de la Federació Obrera (UGT), però no estava afiliat al Partit Socialista Obrer Espanyol. Durant els anys republicans va dur a terme una incessant activitat per tota la província de Salamanca per impulsar l'acció de les societats obreres locals, ja que la nova legislació laboral de Largo Caballero (jornada de vuit hores, bases de treball, jurats mixts, llei de termes municipals), unida a la Reforma Agrària, era causa de continus enfrontaments amb la patronal agrària. Al llarg de 1933 la dreta local, organitzada en el Bloc Agrari i Acció Popular, va emprendre una permanent fustigació a través de la premsa contra la Federació Obrera, a la qual consideraven culpable de tots els mals de la província.

## Activitat política
A l'octubre de 1933 Manso va ser triat per la Federació Obrera candidat a diputat en la llista del PSOE, motiu pel qual es va afiliar a aquest partit, figurant en la llista en segon lloc, darrere de Valeriano Casanueva Picazo. En les votacions de novembre, la dreta va obtenir els cinc diputats de la majoria, sent els dos de la minoria per al metge republicà moderat Filiberto Villalobos i Pepe Manso. Manso va ser un dels diputats socialistes que més va intervenir en plens i comissions, sobretot per denunciar la situació dels treballadors del camp a Castella, Extremadura i Andalusia, i en assumptes relacionats amb els fets d'octubre de 1934. Es va alinear sempre en l'esquerra caballerista.
A les eleccions del 14 de febrer de 1936, les dretes van aconseguir el triomf d'obtenir sis escons dels set possibles. Pel Front Popular va sortir escollit solament Manso. A continuació va començar en les Corts el duríssim debat de la neteja de les actes de Salamanca, en el qual Mans va tenir un paper estel·lar amb vibrants intervencions, que va acabar amb l'anul·lació de tres actes de les dretes, que van ser assignades a Casto Prieto, Valeriano Casanueva i Filiberto Villalobos.

## Mort
El 19 de juliol de 1936 va ser detingut pels militars revoltats i ingressat a la presó provincial a la disposició del comandant militar, general Manuel García Álvarez. El dia 28, juntament amb Casto Prieto, va ser tret de la presó per ordre del comandant militar amb l'excusa de conduir-los a Valladolid, però va ser afusellat extrajudicialment en la carretera de Valladolid, al terme municipal de La Orbada, on mesos més tard seria assassinat Atilano Coco Martín.
A Madrid es va formar un Batalló Andrés Manso format per milicians republicans de Salamanca i Zamora, organitzats a través de les cases regionals.
Casat amb Fe García Encinas, només va tenir una filla, Josefina Carlota Andrés García, morta de malaltia el 1946.